# Kruisherenklooster (Sint Agatha)

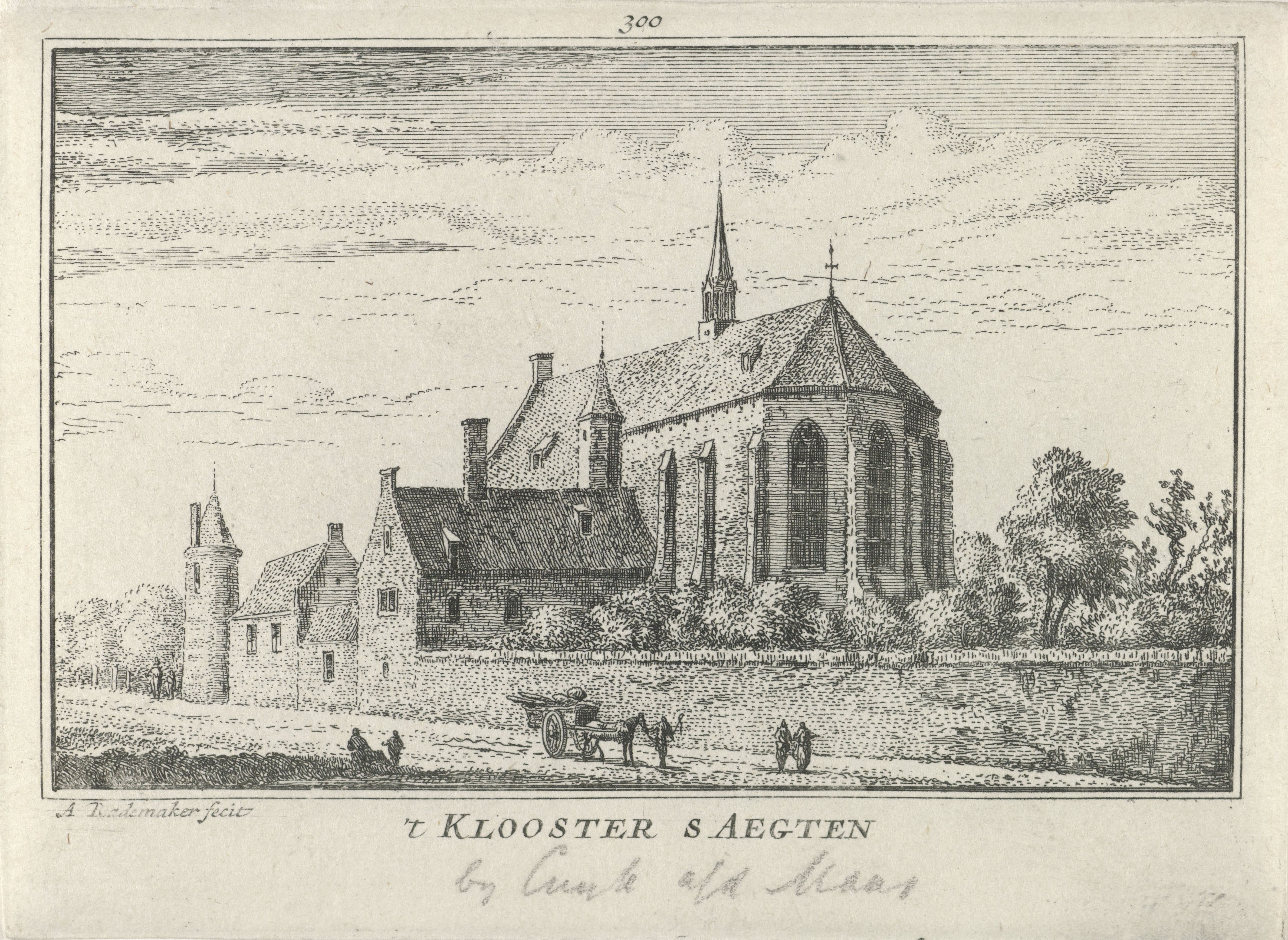
Abraham Rademaker, het klooster omstreeks 1730

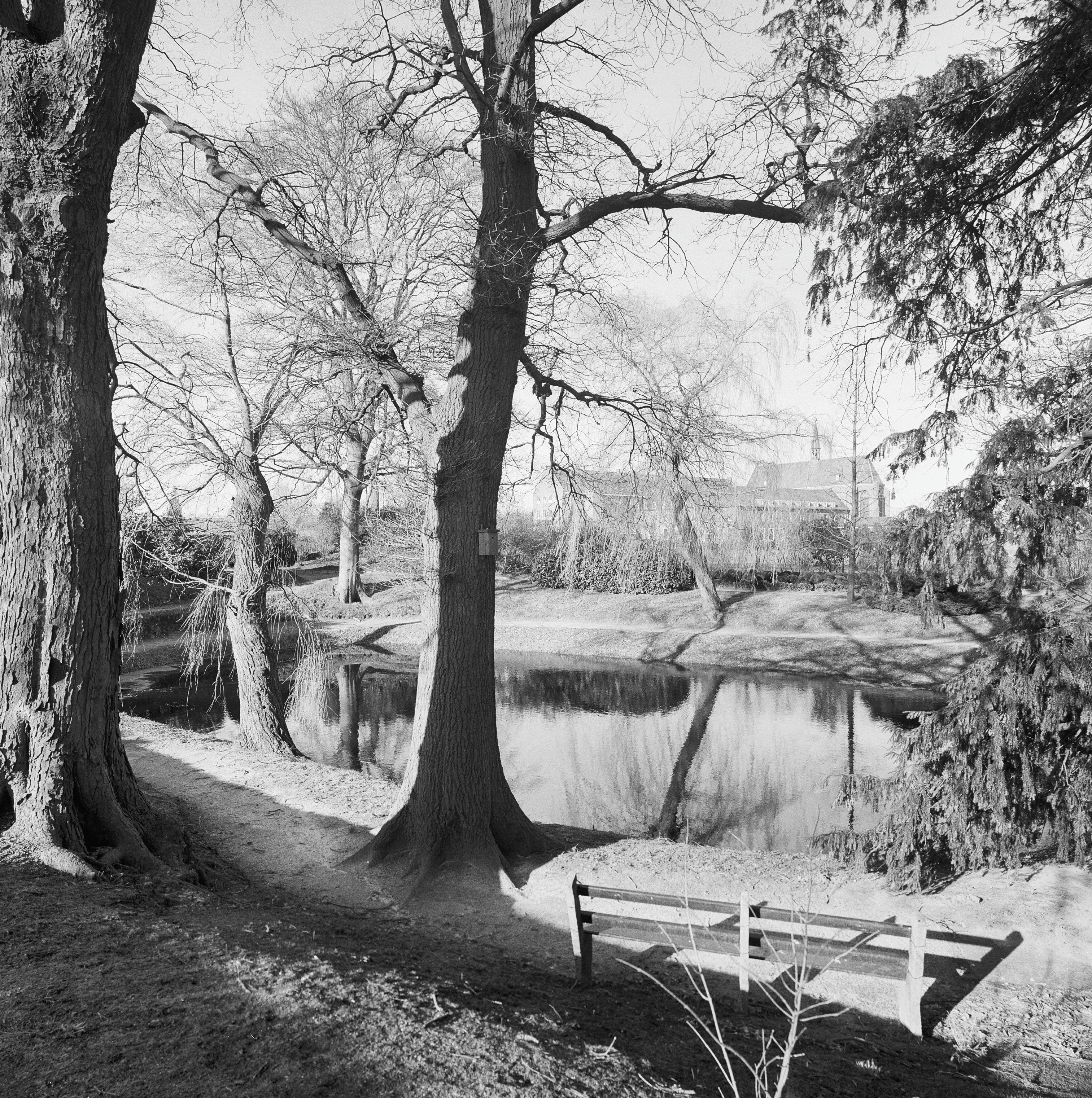
Tuin met vijver, 2002

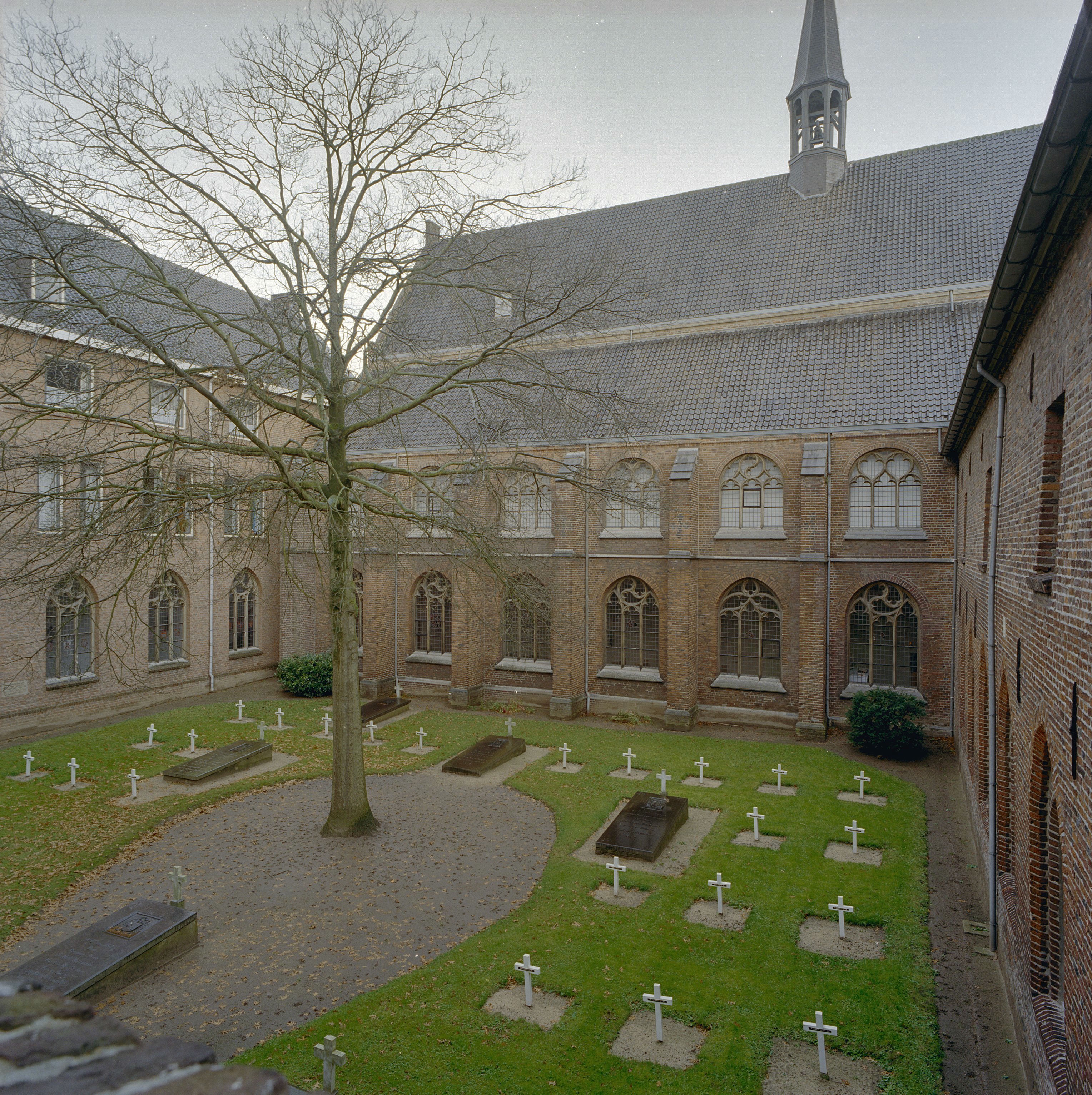
Binnenhof met begraafplaats, 2002

Het Kruisherenklooster of Klooster Sint Aegten is een klooster in de Noord-Brabantse plaats Sint Agatha. In het kloostergebouw is het Erfgoedcentrum Nederlands Kloosterleven gevestigd
In 1315 was er reeds sprake van een aan Sint Agatha gewijde kapel. Omstreeks 1371 kwamen nabij die kapel enkele monniken wonen om de kapel te bedienen. Hieruit is het klooster van de Orde van het Heilig Kruis, waarvan de monniken ook Kruisheren worden genoemd, ontstaan. Het klooster is nog altijd in gebruik en is daarmee het oudste nog door geestelijken bewoonde klooster van Nederland. In de Latijnse School naast het klooster werden missionarissen opgeleid.

## Het gebouw
Hoewel de buitenzijde vooral neogotische kenmerken vertoont, daterend van 1906, zijn er in het klooster nog veel overblijfselen uit vroegere jaren te vinden.
Vanaf het stichtingsjaar is de abdij meerdere malen vergroot. In 1580 werd ze verwoest, ten gevolge van oorlogshandelingen die verband hielden met de Tachtigjarige Oorlog. In 1610 kregen de kruisheren hun klooster weer terug. In 1612 en 1647 werd dit hersteld, maar in 1732 brak er een brand uit. In 1856 werden wijzigingen doorgevoerd en in 1906 werd het complex gedeeltelijk afgebroken om in neogotische stijl te worden herbouwd. Op 8 mei 1944 woedde er brand in de kapel, die echter niet door oorlogshandelingen werd veroorzaakt. Tal van kunstwerken, zoals de beroemde 14e-eeuwse calvarieberg, de drie altaren en de gebeeldhouwde koorbanken uit 1856 gingen hierbij verloren, mede omdat de toren op het kerkschip viel. De rest van het gebouw bleef gespaard. In 1949 was de kapel weer hersteld.
Hoewel in het Land van Cuijk in de tijd van de Republiek der Nederlanden geen godsdienstvrijheid heerste, werd het klooster niet opgeheven omdat het onder beschermheerschap van prins Maurits stond. Het door hem geschonken Mauritsraam, bevond zich sinds de 19e eeuw in de collectie van het Rijksmuseum, maar werd in 2020 teruggeplaatst en op 10 februari 2021 digitaal (vanwege het Coronajaar) onthuld door koning Willem Alexander.
Het complex bestaat uit drie vleugels en een kapel. Deze bouwwerken omsluiten de kloostergang. Terwijl de westvleugel in 1906, 1962 en 2004 werd verbouwd, kent de zuidvleugel nog een 15e-eeuwse kloostergang met spitsboogvensters, die in de 17e eeuw verhoogd is. De kloostergang van de oostvleugel sluit aan bij die van de zuidvleugel. De achterzijde werd in de 18e eeuw uitgebreid.
Naast het klooster bevond zich tot in het laatste kwart van de twintigste eeuw de 17e-eeuwse Latijnse School, waarvan de muren speklagen hadden van baksteen en natuursteen.
De kapel heeft in de 15e eeuw haar huidige vorm gekregen, en omstreeks 1500 werd ze nog verlengd. In de zuidmuur van de oostelijke traveeën zijn nog resten van een ouder gebouw te zien. De kapel heeft een vroeg-18e-eeuws beeld van de Onbevlekte Ontvangenis. In de kapel treft men een aantal grafstenen aan, waarvan de oudste uit het laatste kwart van de 15e eeuw en andere uit het eerste kwart van de 16e eeuw stammen. Ze zijn versierd met wapens van de geslachten Schenck van Nijdeggen, Wylick, Torck en Egmont.
Het klooster heeft een eenvoudig poortgebouw uit 1644.

## Kloostertuinen
Vanaf de 18e eeuw werd het kloostertuincomplex aangelegd. Dit wordt omsloten door een muur. Hier zijn boomgaarden, moestuinen en visvijvers, terwijl tot 1985 ook boerderijgebouwen zich binnen de tuin bevonden. Een aantal Kruisheren beoefende het tuinieren. Ook de tuin herinnert aan religieuze zaken. De buxushagen zijn geknipt in vormen als een kruis op een wereldbol, een slang, een schip enzovoort.
Naast enkele merkwaardige bouwsels, zoals een aardappelkelder en een 18e-eeuws "prefab"-huisje dat als Rijksmonument is geklasseerd, is er ook een aantal monumentale bomen te vinden in de tuin, zoals een 150 jaar oude tulpenboom, een rode en een groene beuk, en een oude eik.

## Erfgoedcentrum
Sinds 2006 is het Erfgoedcentrum Nederlands Kloosterleven in een deel van de kloostergebouwen ondergebracht. Deze Stichting is in 2002 opgericht door 80 kloosterordes en congregaties. Hier worden archieven en documenten beheerd van meer dan 100 kloostergemeenschappen uit Nederland. Op het terrein van het klooster is in 2004 een archiefdepot gebouwd. Het Erfgoedcentrum werkt samen met de Stichting Sint Aegten, die in 1998 werd opgericht en die de monumentale bibliotheek, de archieven en een groot aantal kunstvoorwerpen, afkomstig van de Kruisheren, beheert. Waaronder het bijzondere Graduale van Johannes van Deventer. Een reusachtig koorboek, geschreven rond 1500. In december 2023 is het 22 kilo wegende boek toegevoegd aan het Nederlandse Memory of the World Register.